# Stefan Persson
Carl Stefan Erling Persson (4 de outubro de 1947) é um empresário sueco, sendo o  Chairman da Hennes & Mauritz e um dos maiores empresários europeus.
Em 2011 a revista Forbes o elegeu 13º homem mais rico do mundo com uma fortuna estimada em 24,5 bilhões de dólares. Em 2012 a Revista Forbes classificou Persson como a oitava pessoa mais rica do mundo, com 26 bilhões de dólares